# Буазар, Жан-Жак
Жан-Жак Буазар (фр. Jean-Jacques Boisard; 1744—1833) — французский баснописец; член Академии наук, искусств и изящной словесности Кана (фр. Académie des sciences, arts et belles-lettres de Caen).

## Биография
Жан-Жак Буазар родился 4 июня 1744 года в нормандском городке Кан на северо-западе Франции.
Буазар рано поступил на государственную службу и в начале Июльской революции во Франции был секретарем одного из братьев короля. Потеряв это место после бегства принцев, он жил вдали от всяких общественных дел.
Из всех баснописцев Франции, согласно «ЭСБЕ», наименее подражал Жан де Лафонтену, однако «простотой и незамысловатостью рассказа наиболее его напоминает». Его басни удостоились хвалебного отзыва самого Вольтера в его переписке с Дидро.
Его сочинения были изданы под заглавиями: «Fables» (т. 1 и 2, Париж, 1773—1777; том 3, Кан, 1805) и «Mille et une fables» (Кан, 1806 год).
Жан-Жак Буазар умер в родном городе практически совершенно забытый 10 октября 1833 года.
Его племянник Жан-Франсуа Буазар (фр. Jean-François Boisard; 1762—1821) был художником и тоже писал басни.